# ديفيد كارسون (أخصائي علم المناخ)
ديفيد كارسون (بالإنجليزية: David Carson)‏ هو أخصائي علم المناخ بريطاني، ولد في 1960.